# South Park Rally
South Park Rally es un videojuego de Acclaim lanzado en 1999 y 2000 para varias plataformas de consola. El juego está basado en la serie de televisión South Park, por lo que sus protagonistas son los principales personajes de esta serie, así como las armas, escenarios y otros elementos de las carreras.
Este juego se basa en otros como Mario Kart, donde se combinaban carreras de coches con personajes oficiales y situaciones estrambóticas.

## Modos de juego
El juego cuenta con varias opciones: el modo Campeonato es el principal, cuenta con 14 carreras diferentes y es el único modo donde pueden desbloquearse productos y personajes. El siguiente es el Arcade, que sirve como práctica y donde se puede correr con cualquier personaje, y también hay un modo Multijugador en el que pueden participar hasta 4 jugadores.
En versión dreamcast hay otro modo Mini Championship es una opción similar al modo championship solo que en cada circuitos no hay ningún items y todos son de modo Rally days 1.
Los niveles y ataques también se basan en situaciones de la serie de animación.

## Personajes
Personajes Principales
     Personajes Desbloqueables
     Personajes que no aparecen en la versión Nintendo 64
     Personajes que no están disponibles
| Personajes                       | Actor de voz             |
| -------------------------------- | ------------------------ |
| Stan Marsh                       | Trey Parker              |
| Kyle Broflovski                  | Matt Stone               |
| Eric Cartman                     | Trey Parker              |
| Kenny McCormick                  | Matt Stone               |
| Wendy Testaburger                | Mary Kay Bergman         |
| Chef                             | Isaac Hayes              |
| Oficial Barbrady                 | Trey Parker              |
| Jimbo Kern                       | Matt Stone               |
| Pip Pirrup                       | Matt Stone               |
| Herbert Garrison                 | Matt Stone               |
| Bebe Stevens                     | Jennifer Howell          |
| Shelley Marsh                    | Mary Kay Bergman         |
| Tweek Tweak                      | Matt Stone               |
| Sr. Mackey                       | Trey Parker              |
| Eric Cartman (policía)           | Trey Parker              |
| Scuzzlebutt                      | Trey Parker              |
| Sheila Broflovski                | Mary Kay Bergman         |
| Liane Cartman                    | Mary Kay Bergman         |
| Big Gay Al                       | Trey Parker              |
| Visitante                        | Trey Parker              |
| Ike Broflovski                   | ¿?                       |
| Dr. Alphonse Mephisto            | Trey Parker              |
| Ned Gerblansky                   | Trey Parker              |
| La Muerte                        | Trey Parker              |
| Marvin Marsh (El Abuelo de Stan) | Trey Parker              |
| Paco, el Flaco                   | Matt Stone               |
| Jesus                            | Matt Stone               |
| Terrance y Phillip               | Matt Stone y Trey Parker |
| Satan                            | Trey Parker              |
| Damien Thorn                     | Matt Stone               |
| Veronica Crabtree                | Mary Kay Bergman         |
| El Gallinofilo                   | Matt Stone               |
| El Clon de Stan                  | (no habla)               |
| Frida, La prostituta             | Mary Kay Bergman         |
| Mr. Kitty                        | (no habla)               |
| Enfermera Gollum                 | (no habla)               |
| Katie Lee Gifford                | (no habla)               |
| Saddam Hussein                   | Matt Stone               |
| Santa Claus                      | (no habla)               |
| Alcaldesa McDanield              | Mary Kay Bergman         |
| Señor Sombrero                   | (no habla)               |
| Sparkie                          | (no habla)               |

## Extras
- Puntos de Controles aleatorios: Si activas esta opción los puntos de controles estarán estacionados en otros lugares.
- Prueba de Lenguaje: Es una opción que te permitirá oír las voces de los personajes. (solamente en versión Nintendo 64 y Dreamcast)
- Big Ass Cheats: Esta opción te permitirá desbloquear todos los personajes (ganando el campeonato sin gastar monedas) (no está disponibles en versión nintendo 64)

### Personajes que aparecieron en el tráiler
- Stan Marsh
- Kyle Broflovski
- Eric Cartman
- Wendy Testaburger
- Scuzzlebutt
- Terrance y Phillip
- Oficial Barbrady
- Starvin Marvin
- Dr. Mephesto
- Mrs. Crabtree

### Carreras
| Evento                   | Pista        | Objectivo |
| ------------------------ | ------------ | --- |
| Rally Days #1            | Ciudad       | El objetivo es ser el primero en cruzar las cuatro estaciones. |
| Rally Days #2            | Ciudad       | Hay que tomar un trofeo y llevarlo a las cuatro estaciones en orden numérico. |
| Cow Days                 | Granja       | Todos están enfermos con el mal de las vacas locas, se debe tomar la cura y huir de los demás para que no se la quiten hasta llenar el 100% de salud.                                                          |
| Día de san valentin      | Big Gay Al's | Se debe tomar el arco y la flecha y dispararle a cada jugador. |
| Spring Cleaning          | Cloaca       | Llevar los pantaloncillos a las cuatro estacione, se debe pasar 3 veces por cada una (tres vueltas) |
| Read-A-Book Day          | Bosque       | Tomar gallinas en grupos de cuatro y llevarlas a la estación de policía, hay que llevar 10, el primero en hacerlo gana.                                                                                        |
| Easter Egg Hunt          | Montaña      | Gana el primero en coger 20 huevos, estos huyen de las personas |
| Pink Lemonade            | Big Gay Al's | Gana el primero en llevar sus cuatro vasos de limonadas a las estaciones, el orden es aleatorio. |
| Memorial Day             | Volcán       | El objetivo es tomar el láser y llevarlo a las cuatro estaciones. |
| Cuatro de Julio          | Montaña      | Es una carrera similar a la Rally days #1 |
| Halloween                | Bosque       | Atrapar la mayor cantidad de dulces durante 2 minutos. (Si tienes la Misma cantidad de dulces con el personaje de primer o segundo lugar y se acaba el tiempo tiene que guardar 1 dulce antes que tu oponente) |
| Día de acción de gracias | Granja       | Gana el primero en atrapar 20 pavos y tocar la campana ubicada en la entrada del granero. |
| Navidad                  | Ciudad       | El ganador es quien lleve primero el regalo a las cuatro estaciones. |
| Año nuevo                | Volcán       | El objetivo es coger la llave y escapar de los demás por 2 minutos para evitar que se la quiten. |
| Ass Battle               | Cualquiera   | Cada jugador tiene 4 traseros y debe golpear a los demás con las armas, el que pierda sus cuatro traseros pierde, solo disponible en multijugador.                                                             |

## Items
Durante las carreras hay unos tipos de cubos de diferentes colores en la cual, cuando el personaje lo toca poseerá un ítem que cambiara en el transcurso de la carrera. Los colores de estos cubos son: azul, rojo, púrpura, verde, amarillo. Cada cubo posee más de dos o tres items que en la cual puede salir al azar al ser tocado por el personaje:

     cubos verdes
     cubos rojos
     cubos morados
     cubos amarillos
     cubos azules
     cualquier cubo
| Items                  |
| ---------------------- |
| Frida, la prostituta   |
| Gas Terrance           |
| Bolas saladas del chef |
| Ratas                  |
| Rana Afroamericana'    |
| Gases Phillip          |
| Cheesy Poofs           |
| Gnomos                 |
| Globos de agua         |
| Vaca                   |
| Turbo Cafeina          |
| Sparkie                |
| Mr.Kitty               |
| Vomito                 |
| Drogas                 |
| Sr. Mojón              |
| Sonda Anal             |
| Diarrea Explosiva      |
| Consolador             |
| Aumento de Peso 4000   |
| Salsa Inglesa          |
| Saddam Hussein         |